# Radioactivation
Ne doit pas être confondu avec radioactivité.
La radioactivation est la transformation d'un atome non radioactif en atome radioactif, à la suite d'une irradiation. La transformation dépend du type de rayonnement d'irradiation.

## Processus
Ce phénomène ne se produit que si les particules incidentes sont suffisamment énergétiques (de l'ordre de grandeur de 10 MeV, mais ce nombre est très variable, notamment selon le type d'atome à radioactiver).
- Rayonnement {\displaystyle \beta ^{-}} : l'électron est capturé par le noyau par phénomène de capture électronique.
- Rayonnement neutronique : le neutron est absorbé par activation neutronique par le noyau du matériau irradié, qui devient instable et se transforme en émetteur {\displaystyle \beta ^{-}} . Contrairement aux autres types de rayonnement, le neutron ne doit pas être trop énergétique pour pouvoir radio-activer la cible : en effet, la section efficace de capture neutronique diminue lorsque la vitesse du neutron augmente. Si le neutron va trop vite, les noyaux du matériau irradié ne le capturent pas. Les énergies pour lesquelles la capture neutronique se fait facilement sont inférieure à l'eV. Le cobalt 60 peut être produit de cette manière, en bombardant par des neutrons thermiques du cobalt 59 (un isotope stable)[1] :

59Co + n → 60Co.
Les rayons {\displaystyle \alpha } et {\displaystyle \gamma } sont aussi capables de radioactiver un élément.